# Sint-Mauritius en Gezellenkerk

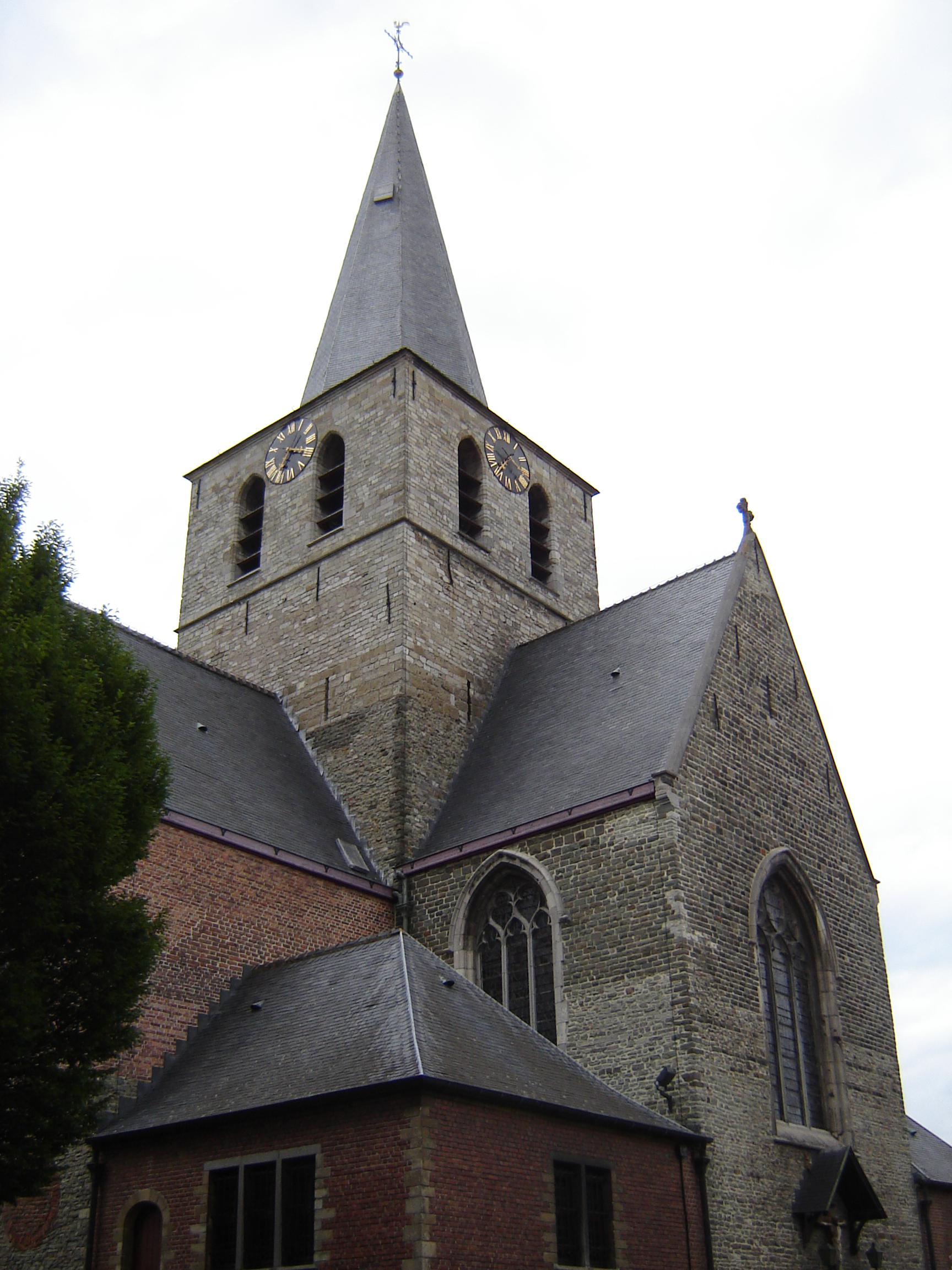
Sint-Mauritius en Gezellenkerk

De Sint-Mauritius en Gezellenkerk is de parochiekerk van de tot de Oost-Vlaamse gemeente Deinze behorende plaats Nevele, gelegen aan Nevelemarkt 1.

## Geschiedenis
Op de plaats van de huidige kerk stond een romaanse kruiskerk van Doornikse steen uit de 12e of 13e eeuw, die ook een voorganger moet hebben gehad. De romaanse kerk werd in 1381 tijdens de Gentse Opstand verwoest. Daarna werd de kerk in baksteen herbouwd en tevens vergroot. Ook de godsdiensttwisten van einde 16e eeuw richtten schade aan. Tussen 1590 en 1606 werd de zuidelijke zijbeuk herbouwd en van 1725-1726 volgde de noordelijke zijbeuk.
Zowel in 1918 als in 1940 werd de kerk zwaar beschadigd. Herstel vond plaats van 1922-1925 en in 1942.

## Gebouw
Het betreft een driebeukige bakstenen hallenkerk met transept. Er zijn enkele muurresten van veldsteen en Doornikse steen van de 12e of 13e eeuw. De vieringtoren op vierkante plattegrond heeft een klokkenverdieping van Doornikse steen, die oorspronkelijk 13e- of 14e-eeuws was, maar na beschadiging in 1918, deels moest worden herbouwd.

## Interieur
De kerk bezit een lindenhouten Christusbeeld door Jan de Pré (1732-1733). Het hoofdaltaar is oorspronkelijk van 1808. Het 17e eeuws koorgestoelte werd in 1967 verwerkt in een nieuw altaar. De lambrisering is 18e-eeuws en de communiebank 17e-eeuws. De preekstoel van 1726 is vervaardigd door Jacob Collijn. De vier biechtstoelen zijn van 1726 en 1756. Het orgel is oorspronkelijk van 1753 en werd vervaardigd door Van Peteghem. In de 19e en 20e eeuw werd het herhaaldelijk gewijzigd.
Het doopvont is van eind 18e eeuw en vervaardigd uit marmer en koper. Ook is er een marmeren praalgraf van Ionannes Martinus della Faille, heer van Nevele, van 1769, vervaardigd door Van Huffel.